# Agobardo di Lione
Agobardo di Lione (in latino Agobardus Lugdunensis; Catalogna, 769 circa – Saintes, 6 giugno 840) è stato un arcivescovo spagnolo.

## Biografia
Fu arcivescovo di Lione e un rappresentante del clima di risveglio culturale che venne denominato rinascita carolingia e più in particolare del cosiddetto razionalismo carolingio.
Conosciamo di lui 26 opere, la maggior parte delle quali contenute in un unico manoscritto. La scarsa diffusione della sua opera è testimoniata dalle poche copie che si fecero dei suoi scritti. La riscoperta del manoscritto principale, avvenuta nel XVII secolo, ha riportato l'attenzione sul personaggio. I suoi testi sono molto importanti per conoscere mentalità, usi e costumi del IX secolo. In particolare Agobardo tratta il tema della superstizione popolare nell'opera Contra vulgi insulsam opinionem de grandine et tonitruis.
Fu al centro della lotta tra Ludovico il Pio ed i suoi figli. Agobardo si schierò con il primogenito Lotario. Quando l'imperatore si riappacificò col figlio, Agobardo fu rimosso dall'episcopato di Lione e sostituito da Amalario di Metz, per soli tre anni. Infatti nell'838 fu richiamato a Lione, dove morì due anni dopo, solo 15 giorni prima di Ludovico il Pio, il 6 giugno 840.
Nel suo libro si apprende che all'epoca c'era un fiorente commercio di schiavi, ad opera di mercanti ebrei. Alcuni studiosi hanno inteso questo accenno come un'ulteriore prova addotta da Agobardo nella sua polemica contro il giudaismo, mentre altri negano un'intenzione antiebraica in questi passaggi, perché nello stesso testo il vescovo di Lione sostiene come infondata l'accusa agli Ebrei di rapire i bambini per scopi rituali. Nell'opera Sulle superstizioni dei giudei, comunque, Agobardo deduce da vari passaggi biblici come il frequentare ebrei fosse da evitare più ancora che il frequentare pagani idolatri, poiché gli ebrei sono nemici della cristianità e si rifiutano di riconoscere Gesù come messia.
Agobardo, come esperto di diritto, ha contribuito per l'eliminazione del principio della personalità della legge in base al quale ciascuno era giudicato sulla base del diritto nazionale (nel senso etimologico di nascita), per sostituirlo con il più moderno principio della territorialità del diritto, uguale per tutti.
Sul piano religioso Agobardo si impegnò a combattere i riti magici e le superstizioni popolari. Si espresse contro il culto delle immagini, le chiese dedicate ai santi nonché le liturgie e le pratiche antiscritturali della Chiesa.

## Opere
- Ad Matfredum procerem palatii deploratoria de iniustitiis.
- Carmina.
- Chartula.
- Contra insulsam vulgi opinionem de grandine et tonitruis.
- Contra libros quatuor Amalarii abbatis.
- Contra Objectiones Fredigisi abbatis.
- Contra praeceptum impium De baptismo Iudaicorum mancipiorum.
- De baptismo Iudaicorum mancipiorum.
- Cavendo convictu et societate Iudaica.
- De comparatione regiminis ecclesiastici et politici.
- De divisione Imperii Francorum inter filios Ludovici Imperatoris.
- De insolentia Iudeorum.
- De Iudaicis Superstitionibus.
- De modo regiminis ecclesiastici.
- De privilegio et iure sacerdotii.
- De quorundam inlusione signorum.
- Elogia.
- Epistola ad Ebbonem episcopum de spe et timore.
- Liber adversus dogma Felicis Urgellensis.
- Liber adversus legem Gundobadi.
- Liber apologeticus pro filiis Ludovici Pii Imperatoris adversus patrem.
- Liber De correctione antiphonarii.
- Liber De dispensatione ecclesiasticarum rerum .
- Liber De divina psalmodia.
- Liber De divinis sententiis contra Iudicium Dei.
- Sermo exhortatorius ad plebem de Fidei Veritate.
- Vita operaque.